# Daisy D'ora
Daisy von Freiberg (känd under sitt artistnamn Daisy D'ora), född 26 februari 1913 i Potsdam, död 12 juni 2010 i München, var en tysk skådespelare.
I maj 1931 övertalades hon att delta i Miss Tyskland-tävlingen. Hon vann och fick tävla i Miss Universum i Texas. Hon deltog som fröken Europa eftersom reservationerna mot tyskarna på grund av första världskriget verkade vara skadliga för ett eventuellt val och kom på fjärde plats.

## Filmografi (urval)
- 1929 – Pandoras ask